# María Teresa Prieto
María Teresa Prieto Fernández de la Llana (Oviedo, Asturias, 1895 - Ciudad de México, 1982) fue una compositora española, exiliada en México durante la guerra civil española. 

## Biografía

### Inicios
Nació en el seno de una familia vinculada a la música. Recibió formación en Oviedo, en una etapa clave para comprender su obra, y estudió piano con Saturnino del Fresno (1867-1952), el cual le dio a conocer la música de Johann Sebastian Bach, que influyó mucho en su obra. Su primera composición, Escena de niños, es una obra para piano que está recogida en la revista Música en 1917.

### Continuación de estudios
Prieto se trasladó a Madrid y realizó sus estudios de armonía en el Conservatorio de Madrid bajo las enseñanzas del maestro Benito García de la Parra (1884-1953), quien la impulsó hacia el uso de las escalas modales, uno de los rasgos más constantes en la obra de la compositora.

### El exilio
Con el estallido de la Guerra Civil Española en 1936, su hermano Carlos le aconsejó que embarcase cuanto antes hacia México, donde él disfrutaba de una buena situación económica y prosperidad empresarial. María Teresa Prieto llegó a México el 1 de diciembre de 1936 entre otros muchos intelectuales españoles que se exiliaron en este país, siendo muy bien acogidos por el presidente Lázaro Cárdenas (1895-1970). En el caso de la compositora no se trataba en sentido estricto de un exilio político, sino más bien como artista transterrada. Algunos de los intelectuales que acudieron a México huyendo de la situación en España fueron -entre otros- Adolfo Salazar (1890-1958), Rodolfo Halffter, Jesus Bal y Gay (1905-1993), y otros.
El propio hermano de la compositora —Carlos Prieto— jugó un papel importante acogiendo y ayudando de manera desinteresada a los exiliados. Su casa fue un centro intelectual de reunión, donde se realizaban veladas y reuniones por las que pasaban científicos, pensadores, pintores, literatos y músicos como: Darius Milhaud, Carlos Chávez, Igor Stravinsky, Rodolfo Halffter, Adolfo Salazar, Jesus Bal y Gay, entre otros. La compositora vivió inmersa en este contexto cultural ya que -desde su llegada- se instaló en casa de su hermano -en San Ángel - en un ático en el que tuvo todas las comodidades para proseguir su formación y creación compositivas.
Prieto también conoció a Manuel M. Ponce, quien fue su último maestro. Carlos Chávez dirigió el estreno de la mayor parte de sus obras orquestales. En California estudió con Darius Milhaud, durante algunas temporadas que pasó en este estado americano.

### Estilo compositivo
La autora tiene una pequeña lista de obras de difícil catalogación que pertenecen a un periodo de juventud o periodo formativo compuestas a su llegada a México. En este periodo, Prieto recibió clases del maestro Manuel M. Ponce, uno de los fundadores del nacionalismo, que fue capaz de desempolvar la música folklórica mexicana. Este hecho influyó en la utilización de rasgos folklóricos en muchas de las composiciones de la autora.
La compositora decidió, al cabo de un tiempo, componer de forma un tanto libre, separándose del estudio académico que le proponía Ponce, consiguiendo -además- que uno de los discípulos del maestro -Carlos Chávez- se comprometiera a estrenar su primera sinfonía . Chávez fue otro de los grandes maestros de la compositora, que logró acercarla al mundo de la orquestación, además de dirigir con posterioridad gran parte de su obra orquestal.
Durante las décadas de 1940 y comienzos de la de 1950 la figura de María Teresa Prieto estuvo muy presente en la música mexicana de ese momento , debido a que su obra formaba parte de la mayoría de los programas que se organizaron durante estos años en la capital mexicana, en las temporadas de la Orquesta Sinfónica de México en el Palacio de Bellas Artes, entre otros muchos eventos y programaciones de gran repercusión. Uno de los hechos más importantes a la hora de abordar esa presencia fue la dirección de Carlos Chávez al frente de la Orquesta Sinfónica de México. Durante este periodo se estrenaron su primera obra orquestal Impresión Sinfónica, de 1940; su tres primeras sinfonías Sinfonía Asturiana, de 1942, Sinfonía Breve, de 1945, Sinfonía de la Danza Prima, de 1949, la Sinfonía Cantabile, de 1954; su poema sinfónico Chichén Itzá -de 1943- u otra de sus obras para orquesta como Variación y Fuga, de 1946.
A finales de la década de 1950, la compositora comenzó a interesarse por una vertiente musical que -derivada de su obsesión por el contrapunto- le proporcionase nuevas formas de expresión. Lo encontró en el dodecafonismo -que estudió con ahínco- en propias palabras de su sobrino, Carlos Prieto. Fue en esa etapa en la cual la compositora tuvo una relación más cercana con Rodolfo Halffter. Éste acudía asiduamente a su casa -en San Ángel- para impartirle clases privadas, en las que el músico la instruyó en las bases de la composición dodecafónica. Entre las obras que se pueden destacar de este periodo son: Tema variado y fuga, de 1963-1967; 24 Variaciones, de 1964; Fuga serial para cuarteto de cuerda, de 1965 o Cuadros de la Naturaleza, de 1965-1967.
Era algo muy habitual que la compositora expresara sus sentimientos, vivencias y recuerdos de otra manera diferente a la música, en el que la escritura era otro de sus medios de expresión. Pirulín fue una narración verídica que finalizó en 1962 y que muestra su pasión por la naturaleza, más que evidente en toda su obra musical pero que también está muy presente en sus escritos.
La obra de María Teresa Prieto, y muy especialmente su producción sinfónica, evoca a su Asturias perdida. Su música ha sido dirigida por Erich Kleiber, quien estuvo a cargo el estreno de una de sus sinfonías. Carlos Chávez dirigió su Adagio y fuga así como su Sinfonía asturiana, y Ataúlfo Argenta dirigió el estreno en España de su Sinfonía breve y de Chichen-Itzá, entre otras.
Su producción nostálgica de la España lejana y perdida, está presidida por la extrema sencillez y elegancia. En su música conviven las remembranzas de la infancia y el uso del contrapunto.

### Última etapa y fallecimiento
En su última etapa, Prieto retomó la composición para voz y piano, un género muy utilizado por la autora durante gran parte de su carrera y con el cual se había introducido  -de manera profesional- en el mundo de la creación musical. Esto podría hacer pensar que la compositora pretendió cerrar su catálogo con la misma formación con la que había comenzado su carrera. Pero no fue totalmente cierto, ya que su última composición fue una adaptación para orquesta del ciclo para voz y piano, Canciones Modales. Falleció arropada por sus seres queridos.

## Obras

### Música sinfónica
- Chichen Itzá, Poes, 1942
- Impresión sinfónica, p, Orq. 1942
- Sinfonía asturiana, 1942
- Sinfonía breve, 1945
- Variaciones y fuga, 1946;
- Oración de quietud, Poes, V, Orq, 1949
- Sinfonía cantabile, 1956
- Doce miniaturas, vn, Orq, 1957
- Seis canciones modales, V, Orq (EMM. 1963)
- Ave María, V, Orq (EMM, 1966)
- Suite sinfónica, 1967
- Cuadro de la naturaleza, 1967
- Tema variado y fuga, 1968
- Sonata modal, V, Orq, 1972-74

### Voz y piano
- Seis melodías, 1940 (G. Schirmer)
- Odas celestes, 1947 (EMM, 1952)
- Córdoba, lejana y sola, 1970
- Camino, 1971
- Cuatro canciones (EMM, 1971)
- Fuga para aliento

### Música de cámara
- Adagio y fuga, vc, p, 1948 (EMM, 1953)
- Cuarteto para cuerda en Sol mayor, 1951
- Fuga para cuerda en Si bemol menor, 1952
- Fuga postdodecafónica para cuerda, cuart, 1953
- Cuarteto en Fa menor, 1954
- Cuarteto modal, cu, 1957 (EMM, 1959)

### Piano solo
- 24 Variaciones, 1961 (EMM, 1964)